# Plymouth-Dakar Challenge

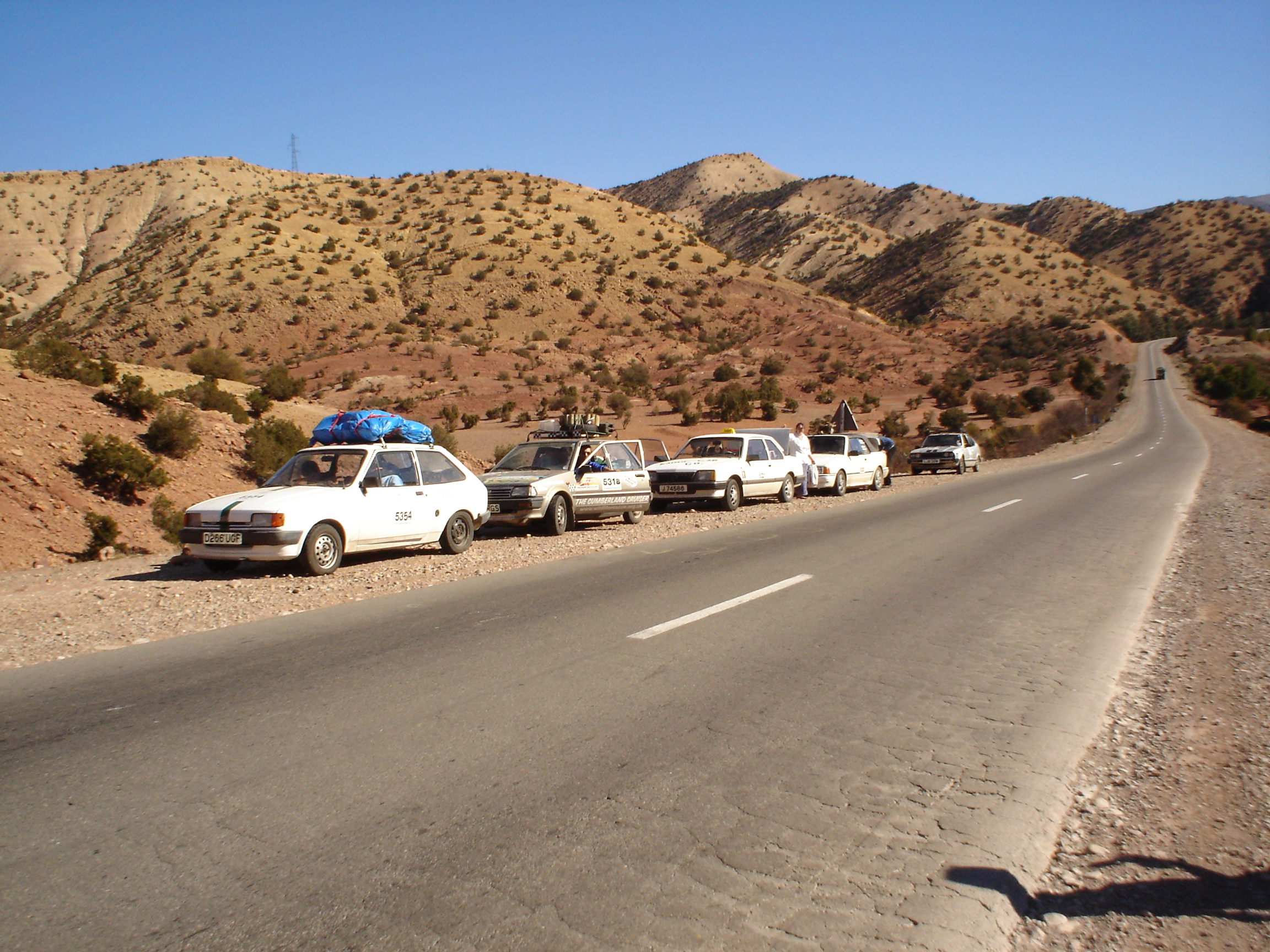
Plymouth Dakar Challenge 2004/2005.

Plymouth-Dakar Challenge eller Plymouth-Dakar-rally kördes första gången 2003 och heter egentligen sedan 2005 Plymouth-Banjul Challenge. Rallyt är en tävling för välgörande ändamål. Sträckan är ungefär samma som det mer kända Dakarrallyt. Deltagarna måste köra en bil värd cirka £100. Utmaningen är att få bilen från en plats i Europa (till exempel Plymouth) och inte till Dakar (eftersom man upptäckte att det inte gick några flyg därifrån) utan längre ner på Afrikas västkust till Banjul i Gambia där bilarna säljs eller doneras till förmån för välgörande ändamål.  